# Ε

Épsilon en una letra capital del Etymologicum Magnum (1499).

Épsilon (en mayúscula Ε, en minúscula ε [variante ϵ]; llamada en griego antiguo εἶ eî /êː/, en griego moderno έψιλον épsilon /ˈe.psi.lon/, lit. ‘e simple’) es la quinta letra del alfabeto griego.
En el sistema de numeración griega tiene un valor de 5 (Ε΄).

## Historia
Epsilon evolucionó de la letra he (𐤄) del alfabeto fenicio, de la cual también procede la hebrea he ה y la árabe ḥā ه'. La letra era originalmente una consonante, pero en griego evolucionó a una vocal en época clásica. 
En las inscripciones más antiguas esta letra aparece como su modelo fenicio, es decir, una imagen especular de la actual con sus tres "brazos" apuntando hacia la izquierda. Más adelante, la letra volvió a su posición actual. Epsilon se usó en todos los alfabetos griegos locales, y su forma era relativamente similar en la mayoría de los alfabetos, excepto en la dirección y la inclinación. Sin embargo, en algunos alfabetos (por ejemplo, el de Corinto o Épiro) épsilon puede parecerse a la letra B y en otros (por ejemplo, Sición) a un reloj de arena.

### Variantes epigráficas
En las fuentes epigráficas arcaicas aparecen las siguientes variantes:

## Uso
- En el sistema de numeración griega tiene un valor de 5 (εʹ).

- En matemáticas, ε suele designar a pequeñas cantidades, o cantidades que tienden hacia cero, en particular en el estudio de los límites o de la continuidad.
- En física, se usa para representar el valor de la constante dieléctrica.
- Los errores de todo tipo en el estudio de las ciencias en general.
- En autómatas y lenguajes formales, representa la palabra vacía.
- En Matemáticas se utiliza para designar la vecindad o el entorno de un conjunto.
- En química se utiliza para referirse al coeficiente de extinción de una disolución.

## Unicode
- Griego

| Carácter      | Ε                            | Ε                            | ε                          | ε                          | ϵ                           | ϵ                           | ϶                                    | ϶                                    |
| ------------- | ---------------------------- | ---------------------------- | -------------------------- | -------------------------- | --------------------------- | --------------------------- | ------------------------------------ | ------------------------------------ |
| Unicode       | GREEK CAPITAL LETTER EPSILON | GREEK CAPITAL LETTER EPSILON | GREEK SMALL LETTER EPSILON | GREEK SMALL LETTER EPSILON | GREEK LUNATE EPSILON SYMBOL | GREEK LUNATE EPSILON SYMBOL | GREEK REVERSED LUNATE EPSILON SYMBOL | GREEK REVERSED LUNATE EPSILON SYMBOL |
| Codificación  | decimal                      | hex                          | decimal                    | hex                        | decimal                     | hex                         | decimal                              | hex                                  |
| Unicode       | 917                          | U+0395                       | 949                        | U+03B5                     | 1013                        | U+03F5                      | 1014                                 | U+03F6                               |
| UTF-8         | 206 149                      | CE 95                        | 206 181                    | CE B5                      | 207 181                     | CF B5                       | 207 182                              | CF B6                                |
| Ref. numérica | &#917;                       | &#x395;                      | &#949;                     | &#x3B5;                    | &#1013;                     | &#x3F5;                     | &#1014;                              | &#x3F6;                              |
| Ref. entidad  | &Epsilon;                    | &Epsilon;                    | &epsilon;                  | &epsilon;                  |                             |                             |                                      |                                      |
| DOS Greek     | 132                          | 84                           | 156                        | 9C                         |                             |                             |                                      |                                      |
| DOS Greek-2   | 168                          | A8                           | 222                        | DE                         |                             |                             |                                      |                                      |
| Windows 1253  | 197                          | C5                           | 229                        | E5                         |                             |                             |                                      |                                      |
| TeX           |                              |                              | \varepsilon                | \varepsilon                | \epsilon                    | \epsilon                    |                                      |                                      |

- Copto

| Carácter      | Ⲉ                         | Ⲉ                         | ⲉ                       | ⲉ                       |
| ------------- | ------------------------- | ------------------------- | ----------------------- | ----------------------- |
| Unicode       | COPTIC CAPITAL LETTER EIE | COPTIC CAPITAL LETTER EIE | COPTIC SMALL LETTER EIE | COPTIC SMALL LETTER EIE |
| Codificación  | decimal                   | hex                       | decimal                 | hex                     |
| Unicode       | 11400                     | U+2C88                    | 11401                   | U+2C89                  |
| UTF-8         | 226 178 136               | E2 B2 88                  | 226 178 137             | E2 B2 89                |
| Ref. numérica | &#11400;                  | &#x2C88;                  | &#11401;                | &#x2C89;                |

- Latino

| Carácter      | Ɛ                           | Ɛ                           | ɛ                         | ɛ                         | ᶓ                                             | ᶓ                                             | ᵋ                            | ᵋ                            |
| ------------- | --------------------------- | --------------------------- | ------------------------- | ------------------------- | --------------------------------------------- | --------------------------------------------- | ---------------------------- | ---------------------------- |
| Unicode       | LATIN CAPITAL LETTER OPEN E | LATIN CAPITAL LETTER OPEN E | LATIN SMALL LETTER OPEN E | LATIN SMALL LETTER OPEN E | LATIN SMALL LETTER OPEN E WITH RETROFLEX HOOK | LATIN SMALL LETTER OPEN E WITH RETROFLEX HOOK | MODIFIER LETTER SMALL OPEN E | MODIFIER LETTER SMALL OPEN E |
| Codificación  | decimal                     | hex                         | decimal                   | hex                       | decimal                                       | hex                                           | decimal                      | hex                          |
| Unicode       | 400                         | U+0190                      | 603                       | U+025B                    | 7571                                          | U+1D93                                        | 7499                         | U+1D4B                       |
| UTF-8         | 198 144                     | C6 90                       | 201 155                   | C9 9B                     | 225 182 147                                   | E1 B6 93                                      | 225 181 139                  | E1 B5 8B                     |
| Ref. numérica | &#400;                      | &#x190;                     | &#603;                    | &#x25B;                   | &#7571;                                       | &#x1D93;                                      | &#7499;                      | &#x1D4B;                     |

| Carácter      | ɜ                                  | ɜ                                  | ɝ                                            | ɝ                                            | ᶔ                                                      | ᶔ                                                      | ᶟ                                     | ᶟ                                     |
| ------------- | ---------------------------------- | ---------------------------------- | -------------------------------------------- | -------------------------------------------- | ------------------------------------------------------ | ------------------------------------------------------ | ------------------------------------- | ------------------------------------- |
| Unicode       | LATIN SMALL LETTER REVERSED OPEN E | LATIN SMALL LETTER REVERSED OPEN E | LATIN SMALL LETTER REVERSED OPEN E WITH HOOK | LATIN SMALL LETTER REVERSED OPEN E WITH HOOK | LATIN SMALL LETTER REVERSED OPEN E WITH RETROFLEX HOOK | LATIN SMALL LETTER REVERSED OPEN E WITH RETROFLEX HOOK | MODIFIER LETTER SMALL REVERSED OPEN E | MODIFIER LETTER SMALL REVERSED OPEN E |
| Codificación  | decimal                            | hex                                | decimal                                      | hex                                          | decimal                                                | hex                                                    | decimal                               | hex                                   |
| Unicode       | 604                                | U+025C                             | 605                                          | U+025D                                       | 7572                                                   | U+1D94                                                 | 7583                                  | U+1D9F                                |
| UTF-8         | 201 156                            | C9 9C                              | 201 157                                      | C9 9D                                        | 225 182 148                                            | E1 B6 94                                               | 225 182 159                           | E1 B6 9F                              |
| Ref. numérica | &#604;                             | &#x25C;                            | &#605;                                       | &#x25D;                                      | &#7572;                                                | &#x1D94;                                               | &#7583;                               | &#x1D9F;                              |

| Carácter      | ᴈ                                | ᴈ                                | ᵌ                                   | ᵌ                                   | ʚ                                | ʚ                                | ɞ                                         | ɞ                                         |
| ------------- | -------------------------------- | -------------------------------- | ----------------------------------- | ----------------------------------- | -------------------------------- | -------------------------------- | ----------------------------------------- | ----------------------------------------- |
| Unicode       | LATIN SMALL LETTER TURNED OPEN E | LATIN SMALL LETTER TURNED OPEN E | MODIFIER LETTER SMALL TURNED OPEN E | MODIFIER LETTER SMALL TURNED OPEN E | LATIN SMALL LETTER CLOSED OPEN E | LATIN SMALL LETTER CLOSED OPEN E | LATIN SMALL LETTER CLOSED REVERSED OPEN E | LATIN SMALL LETTER CLOSED REVERSED OPEN E |
| Codificación  | decimal                          | hex                              | decimal                             | hex                                 | decimal                          | hex                              | decimal                                   | hex                                       |
| Unicode       | 7432                             | U+1D08                           | 7500                                | U+1D4C                              | 666                              | U+029A                           | 606                                       | U+025E                                    |
| UTF-8         | 225 180 136                      | E1 B4 88                         | 225 181 140                         | E1 B5 8C                            | 202 154                          | CA 9A                            | 201 158                                   | C9 9E                                     |
| Ref. numérica | &#7432;                          | &#x1D08;                         | &#7500;                             | &#x1D4C;                            | &#666;                           | &#x29A;                          | &#606;                                    | &#x25E;                                   |

- Matemáticas

| Carácter      | 𝚬                                 | 𝚬                                 | 𝛆                               | 𝛆                               | 𝛦                                   | 𝛦                                   | 𝜀                                 | 𝜀                                 | 𝜠                                        | 𝜠                                        | 𝜺                                      | 𝜺                                      |
| ------------- | --------------------------------- | --------------------------------- | ------------------------------- | ------------------------------- | ----------------------------------- | ----------------------------------- | --------------------------------- | --------------------------------- | ---------------------------------------- | ---------------------------------------- | -------------------------------------- | -------------------------------------- |
| Unicode       | MATHEMATICAL BOLD CAPITAL EPSILON | MATHEMATICAL BOLD CAPITAL EPSILON | MATHEMATICAL BOLD SMALL EPSILON | MATHEMATICAL BOLD SMALL EPSILON | MATHEMATICAL ITALIC CAPITAL EPSILON | MATHEMATICAL ITALIC CAPITAL EPSILON | MATHEMATICAL ITALIC SMALL EPSILON | MATHEMATICAL ITALIC SMALL EPSILON | MATHEMATICAL BOLD ITALIC CAPITAL EPSILON | MATHEMATICAL BOLD ITALIC CAPITAL EPSILON | MATHEMATICAL BOLD ITALIC SMALL EPSILON | MATHEMATICAL BOLD ITALIC SMALL EPSILON |
| Codificación  | decimal                           | hex                               | decimal                         | hex                             | decimal                             | hex                                 | decimal                           | hex                               | decimal                                  | hex                                      | decimal                                | hex                                    |
| Unicode       | 120492                            | U+1D6AC                           | 120518                          | U+1D6C6                         | 120550                              | U+1D6E6                             | 120576                            | U+1D700                           | 120608                                   | U+1D720                                  | 120634                                 | U+1D73A                                |
| UTF-8         | 240 157 154 172                   | F0 9D 9A AC                       | 240 157 155 134                 | F0 9D 9B 86                     | 240 157 155 166                     | F0 9D 9B A6                         | 240 157 156 128                   | F0 9D 9C 80                       | 240 157 156 160                          | F0 9D 9C A0                              | 240 157 156 186                        | F0 9D 9C BA                            |
| Ref. numérica | &#120492;                         | &#x1D6AC;                         | &#120518;                       | &#x1D6C6;                       | &#120550;                           | &#x1D6E6;                           | &#120576;                         | &#x1D700;                         | &#120608;                                | &#x1D720;                                | &#120634;                              | &#x1D73A;                              |

| Carácter      | 𝛜                                | 𝛜                                | 𝜖                                  | 𝜖                                  | 𝝐                                       | 𝝐                                       |
| ------------- | -------------------------------- | -------------------------------- | ---------------------------------- | ---------------------------------- | --------------------------------------- | --------------------------------------- |
| Unicode       | MATHEMATICAL BOLD EPSILON SYMBOL | MATHEMATICAL BOLD EPSILON SYMBOL | MATHEMATICAL ITALIC EPSILON SYMBOL | MATHEMATICAL ITALIC EPSILON SYMBOL | MATHEMATICAL BOLD ITALIC EPSILON SYMBOL | MATHEMATICAL BOLD ITALIC EPSILON SYMBOL |
| Codificación  | decimal                          | hex                              | decimal                            | hex                                | decimal                                 | hex                                     |
| Unicode       | 120540                           | U+1D6DC                          | 120598                             | U+1D716                            | 120656                                  | U+1D750                                 |
| UTF-8         | 240 157 155 156                  | F0 9D 9B 9C                      | 240 157 156 150                    | F0 9D 9C 96                        | 240 157 157 144                         | F0 9D 9D 90                             |
| Ref. numérica | &#120540;                        | &#x1D6DC;                        | &#120598;                          | &#x1D716;                          | &#120656;                               | &#x1D750;                               |

| Carácter      | 𝝚                                            | 𝝚                                            | 𝝴                                          | 𝝴                                          | 𝞔                                                   | 𝞔                                                   | 𝞮                                                 | 𝞮                                                 |
| ------------- | -------------------------------------------- | -------------------------------------------- | ------------------------------------------ | ------------------------------------------ | --------------------------------------------------- | --------------------------------------------------- | ------------------------------------------------- | ------------------------------------------------- |
| Unicode       | MATHEMATICAL SANS-SERIF BOLD CAPITAL EPSILON | MATHEMATICAL SANS-SERIF BOLD CAPITAL EPSILON | MATHEMATICAL SANS-SERIF BOLD SMALL EPSILON | MATHEMATICAL SANS-SERIF BOLD SMALL EPSILON | MATHEMATICAL SANS-SERIF BOLD ITALIC CAPITAL EPSILON | MATHEMATICAL SANS-SERIF BOLD ITALIC CAPITAL EPSILON | MATHEMATICAL SANS-SERIF BOLD ITALIC SMALL EPSILON | MATHEMATICAL SANS-SERIF BOLD ITALIC SMALL EPSILON |
| Codificación  | decimal                                      | hex                                          | decimal                                    | hex                                        | decimal                                             | hex                                                 | decimal                                           | hex                                               |
| Unicode       | 120666                                       | U+1D75A                                      | 120692                                     | U+1D774                                    | 120724                                              | U+1D794                                             | 120750                                            | U+1D7AE                                           |
| UTF-8         | 240 157 157 154                              | F0 9D 9D 9A                                  | 240 157 157 180                            | F0 9D 9D B4                                | 240 157 158 148                                     | F0 9D 9E 94                                         | 240 157 158 174                                   | F0 9D 9E AE                                       |
| Ref. numérica | &#120666;                                    | &#x1D75A;                                    | &#120692;                                  | &#x1D774;                                  | &#120724;                                           | &#x1D794;                                           | &#120750;                                         | &#x1D7AE;                                         |

| Carácter      | 𝞊                                           | 𝞊                                           | 𝟄                                                  | 𝟄                                                  |
| ------------- | ------------------------------------------- | ------------------------------------------- | -------------------------------------------------- | -------------------------------------------------- |
| Unicode       | MATHEMATICAL SANS-SERIF BOLD EPSILON SYMBOL | MATHEMATICAL SANS-SERIF BOLD EPSILON SYMBOL | MATHEMATICAL SANS-SERIF BOLD ITALIC EPSILON SYMBOL | MATHEMATICAL SANS-SERIF BOLD ITALIC EPSILON SYMBOL |
| Codificación  | decimal                                     | hex                                         | decimal                                            | hex                                                |
| Unicode       | 120714                                      | U+1D78A                                     | 120772                                             | U+1D7C4                                            |
| UTF-8         | 240 157 158 138                             | F0 9D 9E 8A                                 | 240 157 159 132                                    | F0 9D 9F 84                                        |
| Ref. numérica | &#120714;                                   | &#x1D78A;                                   | &#120772;                                          | &#x1D7C4;                                          |